# 덩중샤

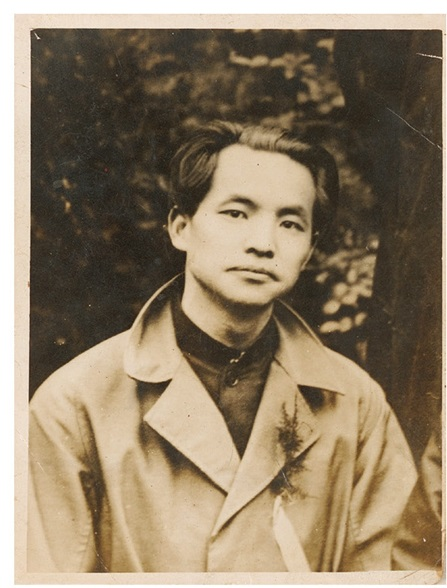
덩중샤

덩중샤(중국어 간체자: 邓中夏, 정체자: 鄧中夏, 병음: Dèng Zhōngxià, 1894년 10월 5일 ~ 1933년 9월 21일)는 중국의 좌익 작가, 중국 공산당의 초기 멤버이다.
덩중샤는 후난성 고등사범 재학 시절에 양창지(楊昌濟)와 청년 마오쩌둥을 알게 됐으며 1917년 베이징 대학의 문과 국학문(나중에 베이징 대학 중문과, 동 대학 철학과에 통합)에 입학하였다. 러시아 혁명 이후로, 베이징 대학 교수로 활동하던 리다자오, 천두슈 등의 마르크스-레닌주의 제자가 되었으며 1919년에는 오사운동에 참여하였다. 1920년에는 차이위안페이에 의해서 베이징 대학에 마르크스학설 연구회가 대학 공식 단체로 정식 인가가 되었고, 이후로 베이징 내의 공산주의 소조를 통해서 중공 창당 멤버 겸 중국 공산주의 청년단의 베이징 지부 서기가 되었다.
1922년 중국 공산당 중앙 후보위원 겸 전국 적색 소비에트 노동자 조합 공산당 서기에 선임되어, 전국 공상계 파업 등을 지도하였다. 1923년에는 상하이 대학 교무장에 임명되어, 취추바이, 리리싼, 궈모뤄 등과 함께 이 대학을 전국의 마르크스-레닌주의 문학 혁명의 교두보로 삼고자 하였다. 1924년에는 리다자오, 취추바이, 마오쩌둥, 마오둔, 리리싼, 장궈타오 등과 함께 코민테른의 지시를 받아서 제1차 국공 합작 공작에 참여하였다.
1927년부터 중국 공산당의 총서기 취추바이 하에서 중국 공산당 광둥성 당서기를 맡았고, 1927년 상하이 쿠데타 이후, 난창 봉기, 광저우 봉기 등에 참가하였다. 1930년 이후에는 중국 공산당, 중화소비에트공화국 지도 하의 후난성, 후베이성 등지의 고위 당간부 겸 홍군 제2군단, 제3군단의 사령원 등으로 활동하였다. 1933년 5월 15일, 상하이에서 중화민국 국군 수색대에 붙잡혔으며, 1933년 9월 21일 중화민국 국민 정부 난징에서 처형되었다.